# Ваганець
Ваганець (пол. Waganiec, нім. Wagnitz) — село в Польщі, у гміні Ваганець Александровського повіту Куявсько-Поморського воєводства.
Населення — 1265 осіб (2011).
У 1975—1998 роках село належало до Влоцлавського воєводства.

## Демографія
Демографічна структура станом на 31 березня 2011 року:
|          | Загалом | Допрацездатний вік | Працездатний вік | Постпрацездатний вік |
| -------- | ------- | ------------------ | ---------------- | -------------------- |
| Чоловіки | 613     | 130                | 440              | 43                   |
| Жінки    | 652     | 126                | 420              | 106                  |
| Разом    | 1265    | 256                | 860              | 149                  |